# Ambassade de Mongolie en France
L'ambassade de Mongolie en France est la représentation diplomatique de la Mongolie auprès de la République française. Elle est située 5 avenue Robert-Schuman à Boulogne-Billancourt, près de Paris, la capitale du pays. Son ambassadrice est, depuis 2022, Nyamkhuu Ulambayar.

## Histoire
On trouve trace dès 1262 d'une ambassade envoyée par l'Empire mongol à Paris pour tenter de former une alliance franco-mongole.
L'ambassade actuelle est créée en 1965, quatre ans après l'admission de la Mongolie parmi les États membres de l'ONU, avec l'approbation de la France. 
La prise de contact a lieu à Moscou, en Union soviétique, dont la Mongolie est à l'époque un État satellite sous le nom de République populaire mongole. Ainsi, l'ambassadeur de France à Moscou, Philippe Baudet, reçoit la visite de l'ambassadeur de Mongolie à Moscou, Nyamyn Lubsanchultem, venu exprimer le souhait de son gouvernement d'établir des relations diplomatiques avec la France. La Mongolie propose que, dans un premier temps, chaque pays accrédite un ambassadeur déjà en poste dans un pays voisin de l'autre ; la Mongolie accréditerait ainsi son ambassadeur à Londres (en) auprès de la France.
Baudet envoie le 7 février un télégramme à son ministre des Affaires étrangères, Maurice Couve de Murville, pour l'en informer. Le 16 février, Baudet reçoit une réponse du directeur des Affaires publiques, Charles Lucet : le gouvernement français donne son accord pour l'établissement de relations diplomatiques, jugeant toutefois que des chargés d'affaires suffiraient. Baudet en notifie Lubsanchultem le 19 février.
Le premier ambassadeur de Mongolie en France, Bayaryn Jargalsaikhan (mn), est agréé par Paris le 7 avril, et remet ses lettres de créance au président de la République française, Charles de Gaulle, le 19 novembre 1966.

## Localisation
La chancellerie de l'ambassade est installée au lieu-dit du Parc des Princes, à Boulogne-Billancourt, en bordure du 16e arrondissement de Paris. C'est l'une des rares ambassades en France qui ne soient pas sur le territoire de Paris, la capitale du pays. 

## Ambassadeurs de Mongolie en France

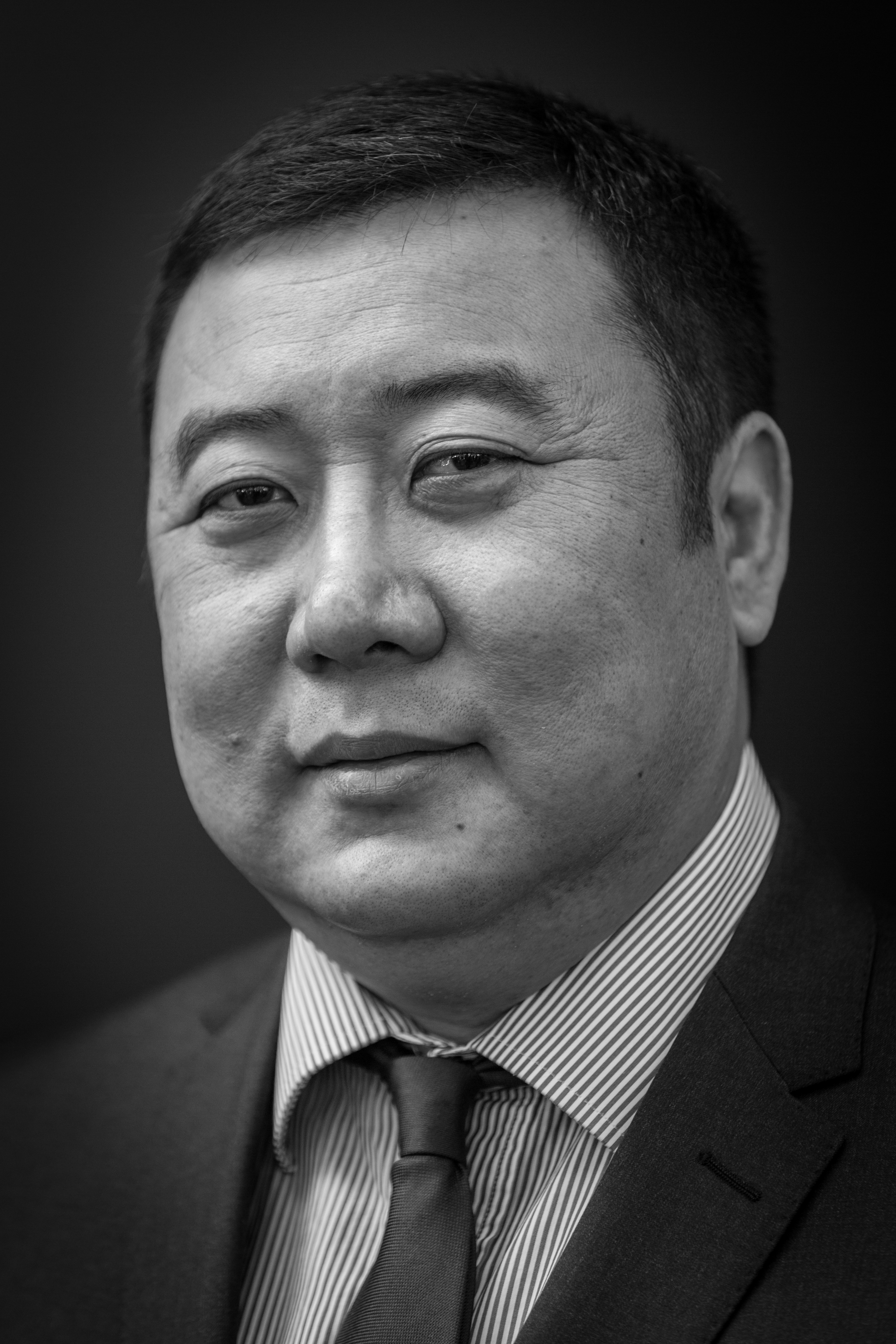
Batsaikhan Mundagbaatar en avril 2015.

| Date de nomination | Date de nomination | Date de remise des lettres de créance | Date de remise des lettres de créance | Ambassadeur                                      |
| ------------------ | ------------------ | ------------------------------------- | ------------------------------------- | ------------------------------------------------ |
| ?                  |                    | 19 novembre 1966                      | [ JO 1 ]                              | Bayaryn Jargalsaikhan (mn) (Баярын Жаргалсайхан) |
| ?                  |                    | 6 octobre 1969                        | [ JO 2 ]                              | Jambalyn Banzar                                  |
| ?                  |                    | 11 mai 1973                           | [ JO 3 ]                              | Bat-Ochiryn Otov                                 |
| ?                  |                    | 30 novembre 1978                      | [ JO 4 ]                              | Boyanguin Bud                                    |
|                    |                    |                                       |                                       |                                                  |
| ?                  |                    | 17 novembre 1989                      | [ JO 5 ]                              | Louvsandjorjiyn Mundagbaatar                     |
| ?                  |                    | 15 février 1993                       | [ JO 6 ]                              | Khasbazaryn Bekhbat                              |
| ?                  |                    | 16 décembre 1998                      | [ JO 7 ]                              | Gotovdorjiin Louzan                              |
| ?                  |                    | 1er avril 2003                        | [ JO 8 ]                              | Tsend Batbuyan                                   |
| ?                  |                    | 9 décembre 2005                       | [ JO 9 ]                              | Radnaabazar Altangerel                           |
| ?                  |                    | 15 janvier 2010                       | [ JO 10 ]                             | Shukher Altangerel (Шүхэрийн Алтангэрэл)         |
| ?                  |                    | 20 février 2014                       | [ JO 11 ]                             | Mundagbaatar Batsaikhan                          |
| 2018               |                    | 12 avril 2019                         | [ JO 12 ]                             | Avirmid Battur                                   |
| novembre 2021      |                    | 26 juillet 2022                       | [ JO 13 ]                             | Nyamkhuu Ulambayar (Уламбаярын Нямхүү)           |

## Consulats
Outre la section consulaire de son ambassade à Boulogne-Billancourt, la Mongolie possède un consulat honoraire à Strasbourg, dont l'inauguration a eu lieu en avril 2015.